# Nuhivabates hivaoa
Nuhivabates hivaoa är en kvalsterart som beskrevs av Niemi och Valerie M. Behan-Pelletier 2004. Nuhivabates hivaoa ingår i släktet Nuhivabates och familjen Punctoribatidae. Inga underarter finns listade i Catalogue of Life.